# باسيليوس توما الأول
باسيليوس توما الأول (من مواليد 22 يوليو 1929) هو الجاثليق (مفريان) والرئيس الإقليمي لكنيسة مالانكارا اليعقوبية السريانية. تم تنصيبه في 26 يوليو 2002 من قبل البطريرك السرياني الأرثوذكسي إغناطيوس زكا الأول عيواص، بطريرك أنطاكية وسائر المشرق في حفل أقيم في دمشق، سوريا. كان كرسي كنيسة مالانكارا اليعقوبية السريانية شاغرًا منذ عام 1996 (تاريخ وفاة باسيليوس بولوس الثاني) حتى عام 2002.

## طفولته
ولد باسيليوس توما الأول في عائلة تشيروفيل من فادايامبادي في بوثينكروز إلى ماثاي وكونجامما في 22 يوليو 1929. طفولة باسيليوس توماس كانت مملؤة بالمعاناة، على الرغم من أنه ينتمي إلى عائلة أرستقراطية، إلا أنه بحلول الوقت الذي ولد فيه كانت الأسرة قد عاشت أيامًا سيئة. عندما كان طفلاً كان يعاني من نوبات متكررة من المرض أثرت على تعليمه. اعتادت والدته أن تأخذ الصبي الصغير بشكل متكرر إلى مالكوريشو دايرو القريب حيث تم دفن رفات البطريرك الراحل القديس إلياس الثالث.

## كهنوته
كانت تربيته واعداده للكهنوت تحت إشراف مار فيلوكسينوس بولوس (فيما بعد الجاثليق باسيليوس بولوس الثاني) الذي رسمه مساعد شماس في عام 1952 وشماسا في كنيسة كاداماتوم في عام 1957. في عام 1958، رُسِمَ كاهنًا على يد مار يوليوس إلياس قورو في مانجينيكارا. وهو الكاهن الثالث والأربعون من عائلة تشيروفيل. عمل باسيليوس توما كنائب لكنيسة القديس بطرس، بوثنسروز من عام 1959 بينما كان يخدم أيضًا الكنائس في موكانور وفلاثوفال وكيزهوموري وكنيسة القديس بطرس والقديس بولس الأرثوذكسية في فورت كوشين وفالامبور ولاحقًا في كلكتا وتريشور. في عام 1960، عندما كان نائبًا في بوثنكوريش، لعب دورًا رئيسيًا في إعادة بناء الكنيسة. يتذكر أبناء الكنيسة باعتزاز عمل كاهنهم معهم أثناء إعادة الإعمار. من 1967 إلى 1974، شغل منصب سكرتير لمستشفى الإرسالية الطبية كولينشيري. في عام 1970، عمل كمنظم لبعثة شمال الهند في بهيلاي وفي عام 1974 سكرتيرًا لبوراسثايا سوفيشوشا ساماجام. منذ رسامته كمساعد شماس، في سن 24، كان توماس نشطًا في التبشير بالإنجيل في الأجزاء النائية من ولاية كيرالا. من رؤيته وحماسته لنشر الإنجيل نشأت مؤسسة القديس بولس للصلاة ومؤتمر بوثنكروز الإنجيل الذي يعقد سنويًا في الفترة من 26 إلى 31 ديسمبر.

## الأسقفية
تم انتخاب الأب باسيليوس توما للأسقفية من قبل منظمة مالانكارا اليعقوبية السريانية التي اجتمعت في كنيسة القديس جورج في كارينغاشيرا في يناير 1974 حيث رسم أسقفا بأسم مار ديونيسيوس، مطران أبرشية أنغامالي، أكبر أبرشية سريانية أرثوذكسية، بواسطة إغناطيوس يعقوب الثالث في 24 فبراير 1974 في دمشق مع جيفارجيس مار غريغوريوس. لعب المطرانان دورًا مهمًا في قيادة الكنيسة خلال أزمة السبعينيات. بعد وفاة مار غريغوريوس جيفارجيس في فبراير 1999، تولى مار ديونيسيوس رئاسة مجمع كنيسة مالانكارا السريانية الأرثوذكسية وانتُخب جاثليقًا معينًا في اجتماع المندوبين الذي عقد في بوتينكوريشو في 27 ديسمبر 2000 ومرة أخرى من قبل منظمة مالانكارا اليعقوبية السريانية التي شكلت بموجب الدستور الجديد في 6 يونيو 2002.

## جاثليقية الهند

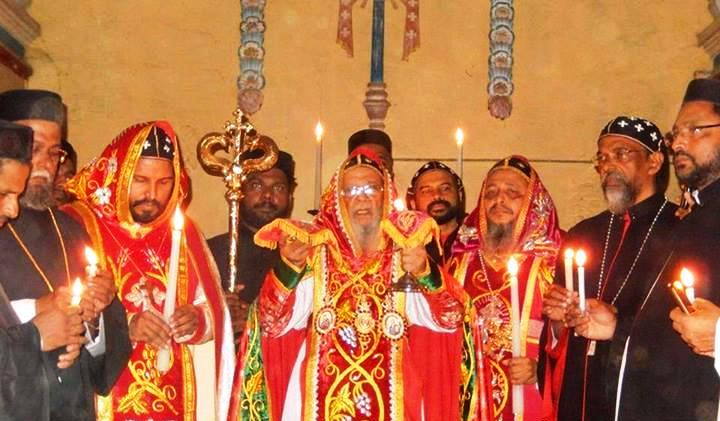
قداس برئاسة الجاثليق باسيليوس توما الأول في كنيسة مالانكارا اليعقوبية السريانية

في 26 يوليو 2002، رسم مار ديونيسيوس جاثليق الهند باسم باسيليوس توما الأول في طقوس أقامها البطريرك السرياني الأرثوذكسي مار إغناطيوس زكا الأول عيواص من أنطاكية وسائر المشرق والرئيس الأعلى للكنيسة السريانية الأرثوذكسية، في معرة صيدنايا، دمشق. كرئيس لكنيسة مالانكارا اليعقوبية السريانية، يترأس الجاثليق المجمع الأسقفي المقدس للكنيسة والذي يضم جميع مطارنة كنيسة مالانكارا السريانية الأرثوذكسية في الهند. وكان أيضًا مطران قيم لكنيسة مالانكارا اليعقوبية السريانية.
في عام 2019، تخلى عن مهامه الإدارية واستقال من منصب مطران قيم على أن يظل جاثليق الهند. في التسعين عامًا الماضية، عرض الجاثليق التنحي عن كلا المنصبين، لكن بطريرك الكنيسة السريانية الأرثوذكسية إغناطيوس أفريم الثاني طلب منه الاستمرار كجاثليق.
في أغسطس 2019، تم انتخاب غريغوريوس جوزيف، مطران أبرشية كوتشي التابعة لكنيسة مالانكارا اليعقوبية السريانية، بالإجماع مطران قيم للكنيسة في اجتماع لمنظمة مالانكارا اليعقوبية السريانية في المركز البطريركي، بوثنكروز بالقرب من كوتشي، وهو أيضًا المقر الرئيسي لكنيسة مالانكارا اليعقوبية السريانية. لم يكن هناك «مرشحون آخرون» لهذا المنصب. يعمل مكتب الجاثليق مار باسيليوس توما الأول ويقيم في «مركز مار إغناطيوس زكا الأول» المعروف أيضًا باسم المركز البطريركي.
تكثيفًا للاحتجاج على الاستيلاء على العديد من الكنائس اليعقوبية، أطلق الفصيل اليعقوبي لكنيسة مالانكارا اليعقوبية السريانية برئاسة الجاثليق باسيليوس توما الأول والمطران القيم غريغوريوس جوزيف اعتصام ساتياغراها في كوتشي. وتركزت الاحتجاجات حول كنيسة القديسة مريم بيرافوم وامتدت إلى كنيسة القديس توما (مارتوما شيريابالي) في كوثامانغالام بشرط تسليم كنائسهم وممتلكاتهم إلى الطائفة الأرثوذكسية التابعة لكنيسة مالانكارا اليعقوبية السريانية وفقًا لحكم المحكمة العليا الصادر في يوليو 2017.